# Index (enkät)
Index, ett sammanfattande mått inom samhälls- och beteendevetenskaplig forskning. Används som en form av datareduktion för att underlätta analysarbete och resultatredovisning. Indexet är en samlad variabel av flera olika komponenter (även kallat indikatorer). Två exempel är IQ-test och Högskoleprovet.
Då man vill spegla ett visst förhållande genom att ställa frågor i till exempel en enkät kan man slå samman indikatorerna (frågorna) till en variabel om de gemensamt mäter någonting (man bildar ett index). Därmed ingår det flera frågor i ett index. I till exempel indexet Hjälpsamhet skulle tre olika enkätfrågor kunna ingå, som alla beskriver hjälpsamhet på något sätt. De frågor som ingår i ett index skall rimligen inte spegla helt olika förhållanden.
Ett skäl till att använda index är att det bidrar till att stärka datans validitet. Måttet som forskaren får från ett samlat index kan beräknas ha högre reliabilitet och validitet än vad det skulle vara från de enskilda delindikatorerna. Förutom att högre reliabilitet i sig självt stärker datans validitet, så ger indexet stärkt validitet till datan genom att flera indikatorer används för att täcka alla aspekter av ett fenomen. Många fenomen är av sådan karaktär att endast en enda indikator inte kan täcka in hela betydelseinnehållet, till exempel demokrati, integration, social status.

## Exempel
Följande stycke är ett citatblock ur Ejlertsson (2005) s. 93
" Frågorna var av Likert-typ; för varje påstående fanns fem svarsalternativ från ”instämmer helt” till ”instämmer inte alls”. Varje svarsalternativ fick en siffra från 1 till 5. Genom att summera siffrorna för respektive svar, erhölls ett indexvärde i intervallet 4-20.
Jag anser att…
… det är viktigt att vi alla skaffar oss ett jobb, annars fungerar inte samhället
… det är OK att vara arbetslös även om man egentligen skulle kunna ordna ett jobb
… det är OK att sjukskriva sig från sitt arbete för att vara ledig, även om man inte är sjuk
… det är onödigt att jobba, eftersom man får ekonomisk ersättning från samhället när man är arbetslös
Detta indexerar i någon bemärkelse arbetsmoral. "

## Konstruktion
Konstruktion av index är ett sätt att förenkla datamatrisen. Indexet uttrycker i koncentrerad form den information som de olika indikatorerna tillsammans innehåller. Det är ej ovanligt att någon variant av skala (till exempel Visuell analog skala, VAS eller Likertskala) används i en enkät som syftar till att tillämpa index. Då svarsalternativen summerats för varje individ i en undersökning, kan de sedan jämföras med varandra i till exempel hur hög eller låg deras arbetsmoral är.
Ofta planeras ett index i förväg (i konstruktionsstadiet av enkäten) av forskaren utifrån vad denne anser vara naturliga indikatorer att kombinera till ett index. Men det går även att utifrån ett befintligt datamaterial analysera fram faktorer som speglar något gemensamt.